# Canonización de Tomás de Aquino

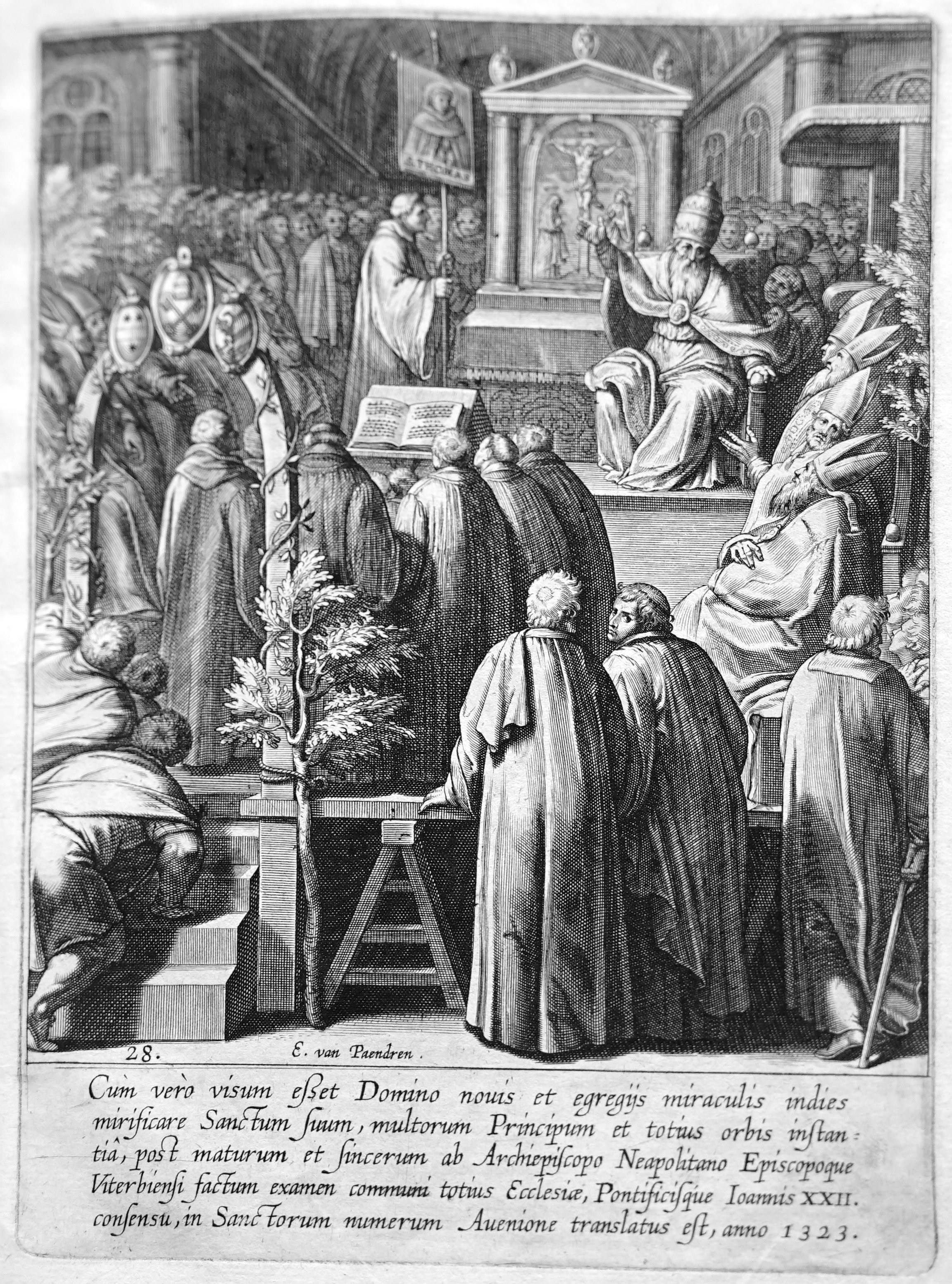
Grabado de la canonización de Tomás de Aquino por Egbert van Panderen y Otto van Veen (1610).

Luego de dos consultas, el teólogo y filósofo dominico italiano Tomás de Aquino (1225-1274) fue formalmente canonizado como santo de la Iglesia católica el 18 de julio de 1323 por el Papa Juan XXII. Su cadáver fue hervido y sus restos fueron distribuidos como reliquias. En 1324, se convirtió en el segundo santo más importante de la Orden Dominicana, después del mismo Santo Domingo. En 1969, la festividad de Santo Tomás de Aquino se modificó del 7 de marzo al 28 de enero.

## Muerte
De camino al Segundo Concilio de Lyon, Tomás de Aquino murió la mañana del 7 de marzo de 1274 en la abadía cisterciense de Fossanova. Su funeral, que fue organizado por los cistercienses, concluyó horas después y fue enterrado en el monasterio. Tras la noticia de su muerte, los devotos corrieron a su tumba, donde se informaron múltiples milagros. Según los informes, las últimas palabras de Tomás fueron "Este es mi descanso por los siglos de los siglos", que los cistercienses interpretaron como prueba de su pertenencia a Fossanova. Ansiosos por no ceder la propiedad del cuerpo de Tomás a los dominicos, los cistercienses lo reubicaron varias veces; en el proceso, le quitaron la cabeza a Tomás, mientras que le cortaron la mano derecha y se la dieron a una de sus hermanas.

## Investigaciones
En 1303, solicitó al papa Benedicto XI que iniciara investigaciones sobre la canonización de Tomás, aunque el Papa murió antes de que pudiera comenzar cualquier proceso formal. En 1317, el vicario dominico siciliano Robert de San Valention expresó interés en compilar un perfil de la vida y los milagros de Tomás que sería presentado al papa Juan XXII. Roberto encomendó la tarea a Guillermo de Tocco y Roberto el Lector, que comenzó hacia noviembre; para el verano siguiente, los dominicanos habían recibido una audiencia con el Papa. Después de una presentación formal por parte de los dominicos y un examen de la evidencia por parte de un panel designado por Juan XXII, el Papa inició formalmente la primera investigación sobre la canonización de Tomás de Aquino.
El 13 de septiembre de 1318, el Papa nombró al arzobispo de Nápoles, Umberto, al obispo de Viterbo, Angelo, y al notario, Pandulpho de Sabbello, como comisionados de la investigación. de Tocco continuó trabajando en la abadía de Fossanova hasta el 15 de julio de 1319, aunque debido a la vejez y mala salud del arzobispo, la investigación real se llevó a cabo en la residencia de Umberto en Nápoles. Comenzó el 21 de julio de 1319 y finalizó el 18 de septiembre de 1319; de Sabbello, al no poder viajar a Nápoles, estuvo ausente en todo momento. Los otros dos comisionados escucharon testimonios de testigos desde el 23 de julio hasta el 16 de agosto; entre unas cuarenta y dos declaraciones, un soldado bajo el mando de Roberto, rey de Nápoles, alegó que recuperó la movilidad de sus extremidades después de visitar la tumba de Tomás de Aquino, mientras que un anciano de la iglesia afirmó que su pariente se recuperó "del tumor en la garganta "después de escuchar el tañido de la campana de Fossanova y rezar a Tomás por la curación. Otros testigos informaron haber encontrado visiones del último aliento de Tomás.
La transcripción de la primera investigación fue sellada y entregada al Papa, quien luego aprobó una segunda investigación el 23 de junio de 1321. De Sabbello permaneció en la comisión y se le unieron el obispo de Agnani, Peter Ferri, y el obispo de Terracina, Andrew. La segunda instrucción, que se llevó a cabo en Fossanova, duró del 10 al 27 de noviembre, durante la cual fueron llamados a declarar más de cien testigos. A partir de entonces, se cree que Guillermo de Tocco murió o cayó gravemente enfermo, ya que no volvió a reunirse con el Papa y fue reemplazado por Juan de Nápoles. En julio de 1323, más de dos años después de la segunda y última encuesta, el Papa finalmente aprobó la canonización de Tomás de Aquino.

## Canonización y secuelas
La canonización de Tomás de Aquino se conmemoró en dos ocasiones. La primera ceremonia tuvo lugar el 14 de julio de 1323 en el Palais des Papes de Aviñón y contó con la presencia de miembros de la familia real encabezada por Roberto, rey de Nápoles, y su esposa. El Papa comenzó una serie de sermones alabando a Tomás. La segunda ceremonia se llevó a cabo el 18 de julio de 1323 en la Catedral de Avignon y contó con la presencia de todo el clero de Avignon junto con Robert y su esposa. El Papa comenzó predicando sobre el Salmo 85; después del canto de "Veni Creator Spiritus", anunció formalmente la canonización de Tomás. El acto terminó con el canto de " Te Deum", "In medio ecclesie" y "Os iusti". El día se celebró "como si fuera Navidad" en todo Aviñón, especialmente en las iglesias dominicanas. La bula de canonización, publicada el mismo día, declaraba que la fiesta de Tomás se celebraría el 7 de marzo.
La canonización fue ferozmente impugnada por los franciscanos, que rechazaban las doctrinas de Tomás; según la tradición, un fraile franciscano declaró que "preferiría morir antes de ver el día en que fue canonizado Tomás" y, sorprendentemente, murió un día después de la canonización. Tras la canonización de Tomás de Aquino, su cuerpo fue hervido, posiblemente en vino. En 1323, su cabeza había sido trasladada de Fossanova a la iglesia de San Benedetto en las cercanías de Priverno, de la que Tomás también se convirtió en santo patrón.
En 1324, el capítulo general de la Orden Dominicana se reunió para discutir la veneración de Santo Tomás de Aquino. Acordaron que sería exaltado como uno de los más grandes santos dominicos, superando a Pedro de Verona y situándose justo detrás de Santo Domingo en importancia. La fiesta de Tomás fue confirmada por el capítulo en 1326, con la liturgia —una oración y nueve lecciones finalizada en 1328. En 1348, Onorato I Caetani obtuvo los restos de Tomás de Aquino. de los cistercienses. En 1369, después de casi un siglo de controversia, ya instancias del Papa Urbano V, los cincuenta huesos del cadáver de Tomás fueron entregados a los dominicos franceses en Toulouse. Aunque inicialmente se encontraban en la Iglesia de los Jacobinos, los restos fueron trasladados a la Basílica de Saint-Sernin durante la Revolución Francesa en 1789 y solo regresaron a la Iglesia de los Jacobinos en 1974. En 1969, su onomástica se trasladó del 7 de marzo, que a menudo coincidía con la Cuaresma, al 28 de enero, fecha de su traslado a Francia.